# Tatiana Sadovskaja
Tatiana Sadovskaja (ryska: Татьяна Кирилловна Садовская), född den 3 april 1966, är en rysk fäktare som tog OS-brons i damernas florett i samband med de olympiska fäktningstävlingarna 1992 i Barcelona.